# Американець (фільм, 1916)
«Американець» (англ. The Americano) — американський пригодницька комедійна мелодрама режисера Джона Емерсона 1916 року.

## Сюжет
Блейз, американський гірський інженер, приймає пропозицію аргентинського бізнесмена про роботу в Патагонії, але незабаром виявляється втягнутим у політичні інтриги латиноамериканської країни.

## У ролях
- Дуглас Фербенкс — Блейз Деррінджер
- Альма Рубенс — Жанна де Касталар
- Споттісвуд Айткен — президент де Касталар
- Карл Стокдейл — Сальса Еспада
- Тоте Дю Крю — Альберто де Кастілья
- Чарльз Стівенс — полковник Гаргарас
- Мілдред Гарріс — стенографістка
- Лілліен Ленгдон — сеньйора де Кастілья
- Томас Джеффресон
- Том Вілсон — Гартод Армітаж Вайт
- Маргаріт Марш
- Алан Хейл